# Ripio (poesía)
Ripio, en poesía, se llama a la rima fácil, coletilla superflua o frase vana utilizada para completar un verso; su uso repetido le resta al poema intensidad y valor. En este sentido, se llama ripioso al poeta o poema que abusan de este fallido recurso. También se aplica a las partes inconsistentes de una conversación. Las locuciones verbales y dichos como no perder ripio hacen referencia a la actitud atenta de no perder palabra de lo que se dice u ocasión de intervenir, o a su uso insustancial en escritos, discursos, composiciones artísticas, etc.

## Uso y abuso
Algunos autores han utilizado el ripio como subgénero literario (Jorge Llopis) u objetivo crítico (Antonio de Valbuena), como vicio poético (Francisco Camprodón), o como herramienta indispensable (José María Carulla, el ridiculizado autor de "la Biblia en verso"). Los críticos más exigentes, como Leopoldo Alas «Clarín», se lo han imputado a grandes poetas como Rubén Darío, dramaturgos a la altura de Calderón de la Barca y Lope de Vega, zarzueleros como Miguel Echegaray y prolijos versificadores como Campoamor.
En la dramaturgia se ha usado con intención humorística en algunos subgéneros dramáticos; un buen ejemplo de ello es parte de la obra de Pedro Muñoz Seca, en piezas como La venganza de Don Mendo, El verdugo de Sevilla y Los extremeños se tocan.

### Ripios del Siglo de Oro español
Son incontables. Tómese como ejemplo Lope de Vega, autor de más de dos mil piezas teatrales entre autos y comedias. Era inevitable:

Cuando tan hermosa os miro

de amor suspiro,

y cuando os veo

suspira por mí el deseo.

Cuando mis ojos os ven

van a gozar tanto bien;

mas como por su desdén

de los vuestros me retiro,

de amor suspiro.

Lope de Vega, La discreta enamorada (1604).

### Ripios con música
Quizá el campo más fecundo para el ripio y lo ripioso haya sido y siga siendo el de las letras de canciones, desde memorables coplas, tangos y boleros hasta los versos de Joaquín Sabina, pasando por la mayor parte de la producción literaria de los bardos de la movida madrileña.